# トルコ・シリア地震
トルコ・シリア地震（トルコ・シリアじしん）は、2023年2月6日にトルコ南東部を震央として発生した地震である。南隣のシリアにかけて大きな被害が出ており、「トルコ・シリア大地震」とも呼称されている。
同日4時17分（日本時間10時17分）にトルコのガズィアンテプ県とカフラマンマラシュ県の境界付近を震央とする1回目の大きな地震（マグニチュード7.7 - 7.8）が発生し、同日13時24分（同19時24分）にカフラマンマラシュ県のエルビスタン地区で2回目の大きな地震（マグニチュード7.5 - 7.6）が発生した。トルコとシリアを中心に甚大な被害を及ぼし、7万3千人が死亡した2005年のパキスタン地震に次いで、21世紀以降、6番目に死者の多い自然災害となった。2023年3月20日現在、両国の死者数は計56,000人以上になった。
本震発生からの約1カ月で余震が軽微なものを含め1万1020回起き、判明した被害は倒壊建物がトルコ国内で21万4577棟、シリアは1万棟以上、2000万人以上が被災して（トルコで1300万人以上、シリアで880万人以上）数百万人が避難生活を送っており、被害額はトルコ国内だけで1000億ドルを超えると推定されている。

## 本震
2023年2月6日4時17分（日本時間10時17分）に発生した地震の震央はガズィアンテプ県ヌルダウから東へ26km地点、震源の深さは17.9kmと解析されている。地震の規模はモーメントマグニチュード7.8と推定され、トルコで起きた地震としては3万人の死者を出した1939年エルジンジャン地震以来の大規模なものである。
震源近傍では日本の気象庁震度階級に換算して震度6強程度の強い揺れを観測したほか、周辺国でも揺れを感じた。レバノンでは40秒ほど揺れ、首都ベイルートでは多くの住民が家を出て通りへ出たほか、地震の揺れはギリシャ、ヨルダン、イラク、エジプト、ルーマニア、ジョージア、キプロスでも感じられた。
地震計のデータ解析によると、震央から南西へ60kmにあるハタイ県のハッサでは日本の気象庁震度階級で「震度7」に相当する激しい揺れが観測されている。

## 余震活動

### 最大余震

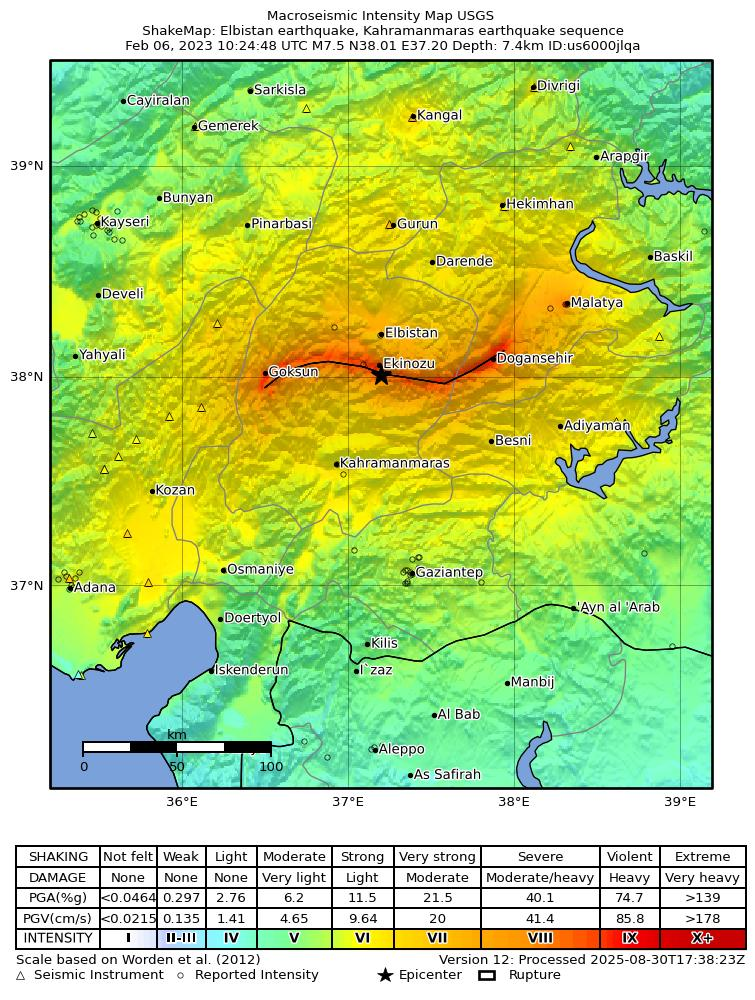
最大余震の震央の位置（出典：USGS）

現地時間の2023年2月6日13時24分（日本時間19時24分）に発生した地震である。震央はカフラマンマラシュ県エキネジュの南南東4km地点。震源の深さは10.0km、地震の規模はマグニチュード（M）7.5と推定されている。この地震では改正メルカリ震度階級IXを観測している。

### その他の余震
| - M 5.0−5.4 - M 5.5−5.9 | - M 6.0−6.9 - M 7.0+ |

2月21日時点、M4以上の余震が290回観測されている。余震活動は本震付近（北東-南西方向断層、東アナトリア断層）、最大余震の西側（東西方向断層）、最大余震の東側（2つの断層が交わるエリア）を中心に活発化している。このような鋭角に並ぶ断層帯で短期間に大きな地震が続けて起こることは珍しい（詳細は下記）。
本震（M7.8）、最大余震（M7.5）およびその他の多くの余震はデンマークやグリーンランドでも揺れが観測された。
本震から2週間ほど経った2月20日20時4分に南部ハタイ県でM6.3の地震が発生し、その付近での余震が多発して新たな被害が出た。
| 発生日時                               | 規模 Mw | MMI  | DYFI | 深さ    | 備考     |
| -------------------------------------- | ------- | ---- | ---- | ------- | -------- |
| 2月6日 4時17分                         | 7.8     | IX   | IX   | 17.9 km | 本震     |
| 2月6日 4時26分                         | 5.7     | VII  |      | 10.0 km |          |
| 2月6日 4時28分                         | 6.7     | VIII | VIII | 10.7 km |          |
| 2月6日 4時36分                         | 5.6     | VII  | V    | 10.0 km |          |
| 2月6日 4時58分                         | 5.1     |      |      | 10.0 km |          |
| 2月6日 5時3分                          | 5.5     | VII  | VIII | 10.0 km |          |
| 2月6日 5時23分                         | 5.2     |      | IV   | 11.4 km |          |
| 2月6日 7時18分                         | 5.0     |      | VI   | 14.5 km |          |
| 2月6日 13時24分                        | 7.5     | IX   | IX   | 10.0 km | 最大余震 |
| 2月6日 13時26分                        | 6.0     | VII  | VIII | 20.1 km |          |
| 2月6日 13時35分                        | 5.8     | VII  | VI   | 10.0 km |          |
| 2月6日 13時51分                        | 5.7     | VII  | VII  | 12.3 km |          |
| 2月6日 14時1分                         | 5.0     |      | VI   | 10.0 km |          |
| 2月6日 14時5分                         | 5.1     |      | IV   | 6.0 km  |          |
| 2月6日 15時2分                         | 6.0     | VII  | VIII | 10.0 km |          |
| 2月6日 16時7分                         | 5.0     |      | VII  | 18.8 km |          |
| 2月6日 16時39分                        | 5.3     |      | VII  | 10.0 km |          |
| 2月6日 16時44分                        | 5.0     |      | VI   | 16.9 km |          |
| 2月6日 18時14分                        | 5.4     | VI   | V    | 10.0 km |          |
| 2月6日 18時33分                        | 5.4     | VII  |      | 7.4 km  |          |
| 2月6日 19時43分                        | 5.0     |      | VI   | 10.0 km |          |
| 2月6日 21時3分                         | 5.2     |      | VI   | 10.0 km |          |
| 2月6日 23時37分                        | 5.3     |      | III  | 10.0 km |          |
| 2月6日 23時53分                        | 5.0     |      |      | 10.0 km |          |
| 2月7日 0時57分                         | 5.0     |      | II   | 10.0 km |          |
| 2月7日 6時13分                         | 5.5     | VII  | VII  | 10.0 km |          |
| 2月7日 10時11分                        | 5.4     | VII  |      | 6.8 km  |          |
| 2月7日 13時18分                        | 5.4     | VII  |      | 10.0 km |          |
| 2月7日 18時48分                        | 5.0     |      | V    | 11.1 km |          |
| 2月7日 21時10分                        | 5.3     |      | IV   | 21.6 km |          |
| 2月8日 0時21分                         | 5.0     |      | III  | 3.7 km  |          |
| 2月8日 14時11分                        | 5.4     | VI   | VII  | 7.5 km  |          |
| 2月8日 17時20分                        | 5.1     |      | VI   | 5.9 km  |          |
| 2月16日 22時47分                       | 5.2     |      | V    | 10.0 km |          |
| 2月18日 22時31分                       | 5.0     |      | III  | 10.1 km |          |
| 2月20日 20時4分                        | 6.3     | VIII | IX   | 16.0 km |          |
| 色の説明 M 7.0以上 M 6.0–6.9 M 5.5–5.9 |         |      |      |         |          |

## メカニズム

東アナトリア断層（East Anatolian Fault）の位置

震源付近はアナトリアプレート、アラビアプレート、アフリカプレートのプレート三重点で、有史以降度々大地震が発生している。これら三つのプレート境界の活構造として、アナトリア‐アラビアでは横ずれ境界の東アナトリア断層、アナトリア‐アフリカでは沈み込み帯のキプロス弧、アフリカ‐アラビアでは拡大境界の死海リフトや紅海リフトなどが形成されている。
今回の地震は、東アナトリア断層南西部、及びチャルダク断層に沿った震源断層が活動したと推定される。東アナトリア断層は、完新世の平均変位速度が約11mm/年の左横ずれ断層で、トルコの災害緊急事態対策庁から地震のリスクが最も高いエリアであると見なされており、2020年エラズー地震など1998年からマグニチュード6以上の地震が4回起きていた。
第一震（Mw7.7-7.8）は東アナトリア断層南西部に沿った地震と推定されており、アドゥヤマン県からハタイ県にかけて北東－南西走向に左横ずれの断層運動が生じた。最大変位量は7m程度だが、長さ300kmほどにわたって断層破壊を起こした。
第二震（Mw7.5-7.7）はチャルダク断層に沿った地震と推定されており、カフラマンマラシュ県内で東西走向に左横ずれの断層運動が生じた。断層破壊長は100km以上程度だったが、最大変位量は10m程度にもなり、第一震と比べると短く大きな断層破壊を起こした。
今回の地震は2つの活断層が同時にずれ動く「双子地震」であったと分析されている。筑波大学教授の八木勇治も世界各地において観測された地震計のデータを基にして、今回の地震の断層の動きを解析したところ、1回目の地震で、南西からのびる東アナトリア断層帯が1分ほどかけ、北東の方向へ地下の岩盤の破壊が拡大し、長さがおよそ50キロ、およそ10メートルにわたり、大きくずれ動いたとみられるという。さらに、2回目の地震の際、1回目の地震の震源から100キロほど北に離れている東西に走っている断層が長さがおよそ40キロ、およそ10メートルにわたり、ずれ動いたという。この2つの断層の交わる角度がおよそ30度になっていたことから、「こうした鋭角に並ぶ断層帯で短期間に規模の大きな地震が相次ぐことは珍しい」と指摘している。
日本の国土地理院では今回の地震について解析を行った結果、「震源地の周辺では最大で2メートルを超える地盤の変動があった」とし、「内陸地震としては極めて大きな変動で、この変動による激しい揺れにより大きな被害につながった」としている。これは地球観測衛星「だいち2号」が2023年2月8日にレーダーで観測したデータを基にして、地盤の動きを解析したもので、特にトルコの震源地の周辺の広い範囲にわたって10センチ以上の地盤の変動が確認され、1回目に発生した地震で「東アナトリア断層」の周辺においては最大でおよそ1メートル、地盤の変動が確認され、さらに2回目の地震では震源地近くにおいて最大で2メートル超えの地盤の変動が確認された。今回の分析について、国土地理院の地殻変動研究室の宗包浩志室長は「内陸地震としては、地殻変動の量は極めて大きく広い範囲に及んでいて、大きな被害につながったと考えられる。今回解析を行った領域は一部に過ぎず、さらに解析範囲を広げ、変動の全体像の把握を進めていきたい」としている。
日本の産業技術総合研究所の分析によると、活断層によって地表が最大約9.1メートルずれたことが判明した。日本の観測史上最大の内陸地震である濃尾地震（M8.0）の約8メートルを超え、水平方向のずれとしては世界最大級である。
東アナトリア断層南西部付近の過去の活動としては、1114年のマラシュ地震（M7-7.8）、1822年のアレッポ地震（M7.5）、1872年のアミク地震（M7.2）などが知られていた。

## 津波
この地震でイタリア市民保護局はイタリアの南部沿岸に津波警報を出したが、後ほど解除した。カラブリア州やシチリア州では予防措置として鉄道の運行が見合わされたが、朝のうちに再開している。
キプロスのファマグスタでは0.17メートルの津波を観測したほか、トルコのメルスィン県やハタイ県で0.1メートルを超える海面変動が観測された。

## 被害
2023年3月20日現在、トルコ・シリア両国の死者数は計56,000人以上になった。これは東北地方太平洋沖地震（19,761人）の約3倍の死者である。世界保健機関（WHO）による推計では最大2,300万人が被災したと見られている。
世界保健機関の東地中海地域の緊急事態ディレクターは、「震源地周辺ではさらに建物の倒壊が増えるとした上で、余震により救助活動が困難となっている」と述べた上で、今後「死者数が大幅に増加する」という見通しを明らかにしている。
東京大学地震研究所教授の楠浩一はこの地震での建物の被害について、「低層から中層に至るまで多様な建物が倒壊している。中でも柱が瞬時に強度を失い、建物全体が真下に折り重なるように崩れ落ちる『パンケーキクラッシュ』と呼ばれる非常に危険な壊れ方がいくつかの地点で起きている」と指摘している。
地震工学者および教授のムスタファ・エルディクは、こうした被害の形は建築物の設計や建設の質に問題があったことを示唆していると述べた。
地震学が専門の名古屋大学地震火山研究センターの准教授・田所敬一は「比較的低い建物はレンガ造りで、そうしたところで被害が出ているようだ。倒壊した建物の下敷きになるなどして被害が拡大したのではないか」と指摘している。
本震の後も余震が頻発しており壊れかけた家屋の中にいることが危険なため、被災者は野宿を余儀なくされている。さらに季節が冬季であるために夜間は気温が氷点下にまで下がり、低体温症などの二次被害につながっている。
被災地のシリア側では、シリア内戦の影響で支援の手が届きにくくなっており、貯水池等インフラが地震により崩壊し、コレラの大発生につながることが予想されている。また崩壊した刑務所からイスラム国（IS）の戦闘員が脱走するなど、多方面に被害が波及している。2023年時点、シリア政府は欧米から経済制裁を受けているが、シリアは欧米に対して経済制裁の一時解除を要請した。

### トルコ

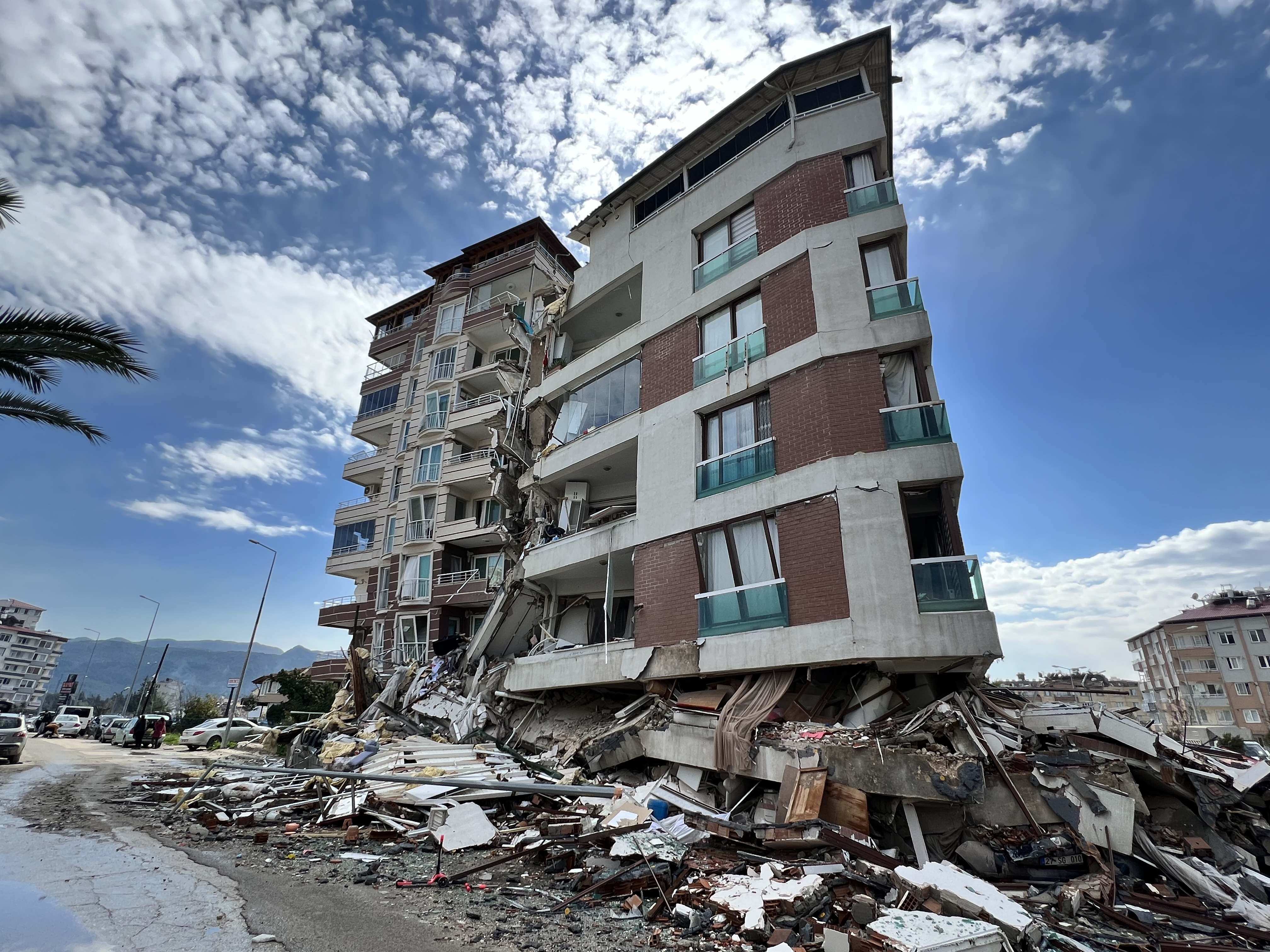
トルコのハタイ県にある被災建物

カフラマンマラシュでは建物が倒壊し、人々は積もった雪の道に集まっているという。建物倒壊はシリアのアレッポ、ハマーからトルコのディヤルバクルにかけての一帯で報告された。
この地震はおよそ1分間続き、ロイター通信の記者によれば窓ガラスが割れた。AFP通信によれば、「SNS（交流サイト）に損壊した建物を撮影した複数の動画が投稿された」と伝えている。具体的には「南東部の複数都市で建物が倒壊している様子」が撮影されているという。
現地の映像では周辺がまだ暗い中で、「建物が原形をとどめないほど大きく崩れる様子」が確認され、この建物の鉄骨などもむき出しとなっているという。また、シリアでは、中部のハマにおいて、建物が崩れたという。
ガジアンテプ県在住のあるジャーナリストは「Ｍ7.8の地震発生から1分の間に、8回もの「非常に強い」余震があった」と話したうえで、「家の中のものが床に落ちた」と状況を説明している。近所の住民の多くは地震を受けて家の外に避難しているという。
2回目の地震では、少なくとも2,834棟の建物が倒壊する被害が出た。
文化財への被害として、ローマ帝国時代に城へ増築された経緯があるガズィアンテプ城の壁や監視塔が崩落し、17世紀に建てられたシルバニ・モスクが一部損壊。また、世界遺産となっているディヤルバクル城塞とヘヴセル庭園の文化的景観とギョベクリ・テペが甚大な被害を被っており、9月にサウジアラビアで開催される第45回世界遺産委員会ではこの2件を危機遺産に指定するかどうか協議される予定。
トルコのソイル内相は首都アンカラで行われた記者会見の中で、「地震は現地時間午前4時17分（日本時間同10時17分）に発生した。レベル4の警報を発動しており、これは国際支援が必要なレベルだ」と述べた上で、「少なくとも10の県で被害と死傷者が出ている」ことを明らかにした。
トルコの国営パイプライン運営会社であるボタスでは今回の地震が起こった後に原油の油送管を検査し、被害は確認されなかったものの、カフラマンマラシュ県とガジアンテプ県をつないでいる天然ガスの輸送ラインに被害が発生し、2つの県などへの供給が停まっていることを明らかにした。
今回の地震では、トルコにおける建築ブームにおいて適切な建築基準が徹底されなかったことが死者の急増につながった側面がある。この為、トルコ大統領のレジェップ・タイイップ・エルドアンに対してもこの地震の生存者や野党から批判の声が上がっているが、そのエルドアンは2月8日に「被災した10の県の冬の寒さがいずれも厳しく、緊急支援の派遣が難航する事実を認める一方、利用可能なあらゆる手段を動員している」と釈明しているものの、トルコの経済成長の主な原動力として、エルドアン自身が建築ブームを称賛してきた側面は否めない。これについて建築士会議所のアンカラ支部長は「このような大惨事の原因は監督の不行き届きだ。施工プロセスが資金集めの手段になっていた。2棟に分割された建物もあり、十分な資材が使われていなかったことをそれは意味する」と主張している。これについては、2023年2月10日にトルコの検察当局が「建設許可に違反し、倒壊の原因を作った責任者への措置が検討されている」として、倒壊した建物に関連した捜査を始めた。トルコのボズダー法相は、この手抜き工事を行った容疑で「134の請負業者が調査ないし捜査の対象になっている」ことを明らかにした。
また、トルコの地元メディアは、南部アダナにあった14階建ての高層マンションが倒壊した原因として、1階に入居していた店舗にあった柱が、無断で取り除いたために、「マンションの住民とトラブルになっていた」と複数の住民が証言している。トルコでは、「柱を勝手に取り除く行為」は違法となっているが、この「柱を勝手に取り除く行為」が横行していたにもかかわらず、「監視や取り締まりが十分ではなかった」という。
これについて、エルドアン政権では、今回の地震による建物の倒壊について、この責任の所在を調査することを明らかにしており、これまでに100人以上の逮捕が指示されている一方で、トルコでは、建築関連の基準法の施行が不十分となっており、それに、汚職を増長させてきた。1999年に発生した大地震を受けて導入された「建物の耐震性を高めるために課された特別税」について、「不適切な用途に使用されてきた」ことで、トルコ国内では、エルドアンを批判する声が多く出てきており、コラムニストのフェレイ・エイテキン・アイドアンはトルコ国内の左派紙「ビルギュン」で「大勢の命を奪ったのは地震ではない。『都市変容』という名のもとに街を共同墓地に変えてしまった人々、そしてあらゆる建築許可証の下部に署名をした人々だ」と批判している。クルム環境相は、今回の地震を受けて、17万戸以上を調べた結果、「被災地域で2万4921戸の建物が倒壊ないし甚大な被害を受けた」ことを発表した。これについては、地元のデベロッパーが、基準法を順守していない建築計画を実施することが常態化していて、「腐敗した政治家や地方自治体の担当者がこうした違反に目をつむって賄賂を受け取っている」といった批判がある。
2002年にエルドアンが率いる公正発展党（AKP）が政権与党になったきっかけは、1999年に発生した大地震に起因する人々の怒りに加え、経済的な課題を抱えていたからで、この公正発展党では、蔓延する汚職から距離を置いた「クリーンな始動」を公約した上で、「大規模なインフラプロジェクト」を始め、トルコの経済に「重要な恩恵」をもたらしている。これについて、コンサルティング会社テネオのウォルファンゴ・ピッコリは「政党と建設会社に「密接な関係」がある」とした上で、「AKP政権初期の10-12年間、建設業がトルコ経済の高度成長を支える柱の一つだった」と指摘し、また、ブルーベイ・アセット・マネジメントのトルコ情勢アナリストであるティモシー・アッシュは、「これまでずっと、素早くインフラ整備ができるトルコの能力を評価してきた。ただ、後から考えれば本当に速すぎただけかもしれない」とした上で、「原因がコストカットと欲深さにあることは容易に想像がつく。それ以外に説明のしようがない。どれだけ代償を払っても、成長しようとする文化なのだ」とも述べている。トルコ政府と親しい建設業者では、「政治的・金銭的な支援」と引き換えにして、国家事業に参加した上で利益を受け取れるという、トルコ国内で「レンティア（不労所得生活）システム」とも揶揄されているこのような「資金循環のモデル」は野党側から追及の声が上がっており、最大野党・共和自民党のケマル・クルチダルオール党首は、被災地の南部を訪問した後に「倒壊したのは、組織的な『レンティア政治』の結果だ」と述べているが、エルドアンは、「野党が政治的な思惑から情勢を利用している」と主張した上で、「この災害で同じく打撃を受けた、野党が主導権を握る自治体で起きている汚職は無視している」と野党側を非難した。
トルコ政府では、2007年に、建設業界での腐敗を一掃するために「新しく建築される建物には耐震性を持たせ、古い建造物の補強工事を進める」ことを目的とした、新たな規制を導入し、2018年には「地震の揺れを吸収する鉄骨や鋼柱の使用が義務付け」を定めた、トルコにおける建築基準関連法が強化された。ところが、2018年にトルコ政府は「既存の不適格な建築物件について有償で義務を免除する」といった仕組みを導入し、これに1000万人を超える人々が申請を行い、これに対して、トルコ政府は、「不動産税や登録費」だとして、30億ドル（約3980億円）以上を徴収しており、これがトルコ政府の収入源になっていた。公式のデータでは、トルコ国内に存在している1300万戸の建造物のうち半数以上が法令違反となっている。2022年には、「新たな免除を導入する」法令の改正案が批判を受けながら審議が行われたが、2022年8月17日に、建築家の組合は「建築基準関連法案の適用免除発令に賛成票を投じる議員はみな、殺人に加担した責任を負う」と述べていた。
これに関連して、トルコ国内では、「災害への備えが不十分だった」として、「初動対応が遅れて被害が拡大した」ことを理由に、地震の被災者や野党の幹部らが批判を強めており、2023年5月14日に行われることになっているトルコの大統領選について、現職大統領のエルドアンは厳しい立場に追い込まれている。2023年2月8日にトルコの最大野党である共和人民党のクルチダルオール党首は「この事態を招いた責任を問うなら、それはエルドアン氏にある。与党は地震に対する備えを20年行ってこなかった」と批判している。2023年2月7日付の米国紙『ニューヨーク・タイムズ』電子版は、在米シンクタンクのトルコの専門家の見方として「力強く強権的ではあるが、有能な指導者という、エルドアンのイメージが地に落ちかねない」と伝えている。しかし、一部の専門家はエルドアンが「災害対応を通して国民の支持を集める可能性もある」という見方もあり、エルドアン自身も、今回の地震で甚大な被害を受けたハタイ県に訪問した際に「私たちは、こうした問題で実績を上げてきた政府だ」と述べている。
被害額は、トルコだけで1千億ドル（約13兆円）を超えると国連開発計画(UNDP)は発表した。

### シリア
少なくとも3,135人の死者、3,000人の負傷者が確認されている。死者のうち、1,435人は政府の支配下にある地域から、残り1,700人は反体制派の支配下にある地域から報告されている。中でも反体制派の支配下にある北西部は物資を輸送できる国境検問所が1か所しかなく、その1か所が被害を受けたことから国連はシリアへの支援を一時的に見合わせている。
トルコとの国境に近いラジョの刑務所では壁やドアにひびが入る被害が生じたほか、地震後に受刑者が暴動を起こしてイスラム国の戦闘員と見られる約20人が逃走したという話が報じられている。
文化財への被害として、世界遺産である古代都市アレッポが甚大な被害を被っている。

### その他
- レバノンのBourj Hammoudで壁崩落が、ラシャーヤ（英語版）で家屋全壊が報告された[64]。

## 二次災害
地震から約1ヶ月後、被災地は記録的な豪雨に見舞われ、仮設住宅が流されるなどして少なくとも14人が死亡した。

## 反応

### トルコ国内
エルドアンはTwitterで直ちに被災地へ捜索・救助隊が派遣されたと述べ、被害状況や救助活動について情報を収集するために被災地8県の県知事と電話会談した。エルドアンは自身のTwitterアカウントで、「国として7日間の喪に服す」ことをツイートした。同国副大統領のフアット・オクタイは、2,800人規模の捜索・救助隊が派遣されたと明かした。この数は後に9,000人にまで上がっている。
その後、凄まじい被害の全容が明らかになり市民の怒りが政府へ向かうに連れ、エルドアンは3カ月間の非常事態宣言を発令し、統制に乗り出した。エルドアンは初期対応に不備があったことを認めたが、今回の地震は「100年に一度の災害」であり、こうした大災害への完璧な事前対応は不可能だと述べた。
トルコ政府は市民のTwitterへのアクセスの遮断を行ったと報道されたが、当局はその事実を認めていない。
その他、トルコの警察は地震に関連する投稿を理由に複数の市民を拘束した。

### 海外からの救援・支援
日本の首相官邸はトルコへのお見舞いメッセージを発表したほか、宮内庁により天皇・皇后がトルコへ見舞のメッセージを伝えたことが明らかにされた。
アメリカ合衆国国家安全保障問題担当大統領補佐官のジェイク・サリバンは、この地震について深い懸念を表明し、同国大統領のジョー・バイデンがこの地震を受けて支援策を検討するようアメリカ合衆国国際開発庁に指示したことを明かした。
このほか、ウクライナ大統領のウォロディミル・ゼレンスキーやロシア大統領のウラジーミル・プーチンも哀悼の意を表明し、エジプトの外務省、ギリシャ首相のキリアコス・ミツォタキス、イスラエル大統領のアイザック・ヘルツォーク、ロシア非常事態相のアレクサンドル・クレンコフ、イギリス首相のリシ・スナク、フランス大統領のエマニュエル・マクロン、ドイツの首相オラフ・ショルツ、ベルギー、ポーランド、スペイン、フィンランド、日本、中国、カナダなど延べ45か国が支援を申し出た。

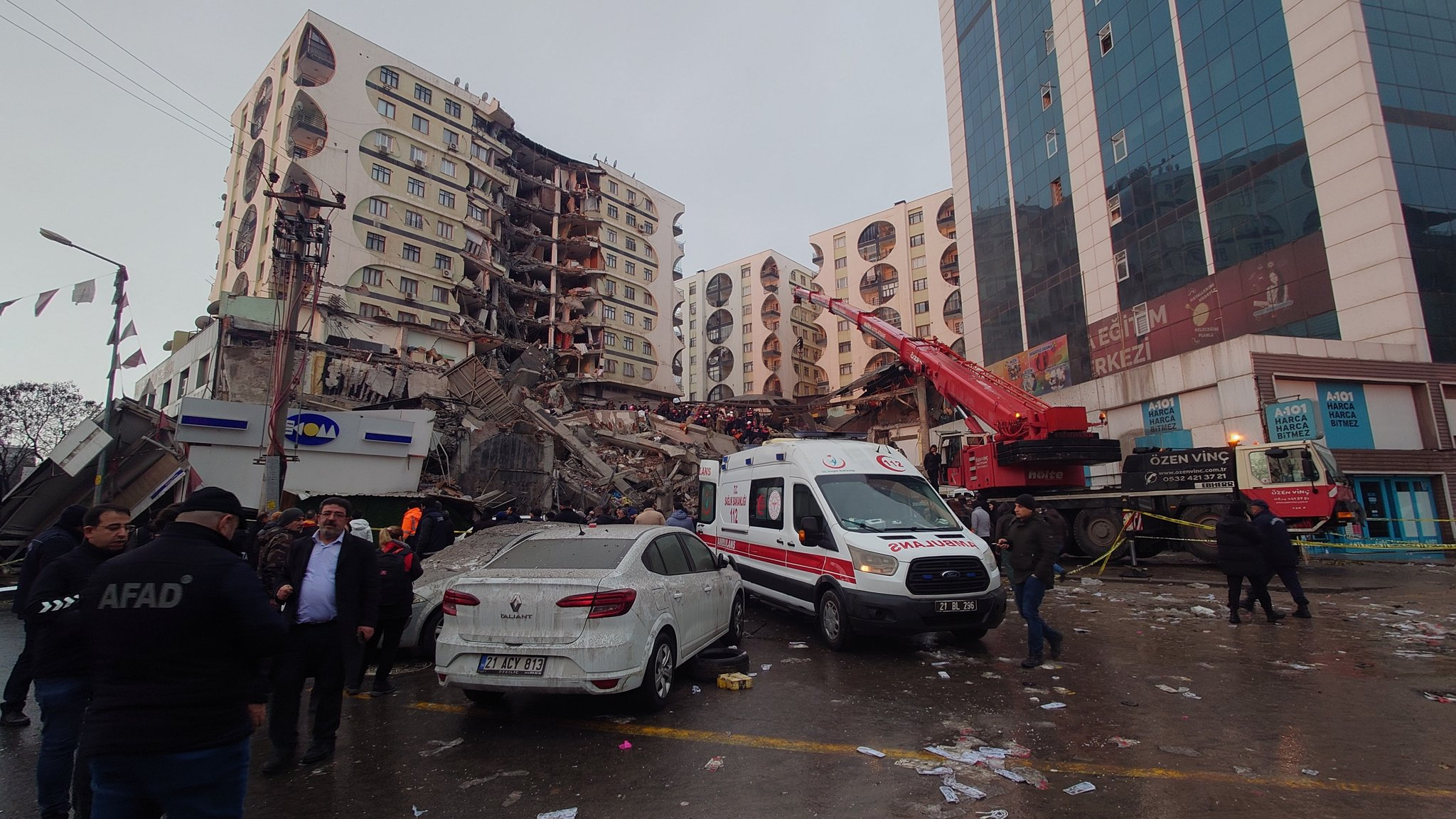
ディヤルバクルでの救助活動

イギリスは捜索・救助隊員を、ギリシャは輸送機、救助車両、災害救助犬を、インドも医療チームをそれぞれトルコへ派遣している。韓国大統領の尹錫悦も、トルコへ救助隊員や医療用品を提供するよう指示している。台湾からは、総統の蔡英文と副総統の頼清徳が自身の給与一ヶ月分を災害支援に寄付することが発表された。
ほかモルドバ、モンテネグロ、セルビア、クロアチア、ルーマニア、ポーランド、フランス、イタリア、オーストリア、スペイン、メキシコ、チェコ、スイス、ヨルダン、レバノン、イスラエルは救助隊や消防隊といった人員や支援物資、ニュージーランド、中国は数十万ドルを、それぞれシリアやトルコへ寄付・派遣している。支援に乗り出した国の数は70か国に上る。
国際機関では国際連合事務総長のアントニオ・グテーレスが国際社会に支援を呼びかけたほか、国際連合災害評価調整や国際移住機関が支援する用意があると表明した。欧州連合（EU）は10を超える捜索隊・救助隊を動員した。
日本では、内閣官房長官の松野博一が2月6日の夜、国際緊急援助隊・救助チームを現地に向け派遣したことを2月7日の午前に行われた記者会見で明らかにした。これに続き、国際緊急援助隊・医療チームも一次隊から三次隊まで、約1ヶ月間にわたり派遣。約2000人の診療にあたった。消防庁も、国際消防救助隊が2月6日から7日にかけて国際緊急援助隊救助チーム73名の一員としてトルコへ派遣されたことを発表した。

#### シリアとアラブ諸国の再接近
シリアは「アラブの春」運動への弾圧を理由に2011年にアラブ連盟から加盟資格停止を受け、同年からのシリア内戦ではアラブ世界から孤立していた。だがイランやロシア連邦の支援を受けたバッシャール・アル＝アサド政権が反政府軍に対して優位を確立したことからアラブ諸国が関係改善に動いており、地震後の2月下旬にはエジプトの外務大臣やイラク、アラブ首長国連邦、サウジアラビアの要人がシリアの首都ダマスカスを訪問し、会談したアサドはアラブ諸国との関係改善への意欲を語っている。